# Mechowo (powiat kołobrzeski)
Mechowo (niem. Mönchgrund) – wieś w Polsce, położona w województwie zachodniopomorskim, w powiecie kołobrzeskim, w gminie Rymań. Wchodzi w skład sołectwa Jarkowo.
W latach 1975–1998 wieś administracyjnie należała do województwa koszalińskiego.
Według danych z 4 września 2013 r. Mechowo miało 46 mieszkańców.

## Położenie
Mechowo leży na Równinie Gryfickiej, ok. 24 km na południe od Kołobrzegu przy drodze powiatowej Byszewo – Starnin.

## Historia
Miejscowość posiada rodowód średniowieczny – została założona przez mnichów jako folwark podlegający pod majątek Świecie Kołobrzeskie. Mechowo było własnością rodu von Wachholz od 1467 r. aż do 3. ćwierci XIX w. Od 1648 r. osada wchodziła w skład Brandenburgii, potem Prus i Niemiec, gdzie należała do gminy (Gemainde – odpowiednik polskiego sołectwa) Świecie Kołobrzeskie i parafii ewangelickiej Gorawino. Od 1945 roku należy do Polski. W latach 1950–1998 miejscowość administracyjnie należała do województwa koszalińskiego.

## Transport
We wsi znajduje się przystanek autobusowy, obsługujący regularne połączenia z Kołobrzegiem i Rymaniem.